# کوکسی

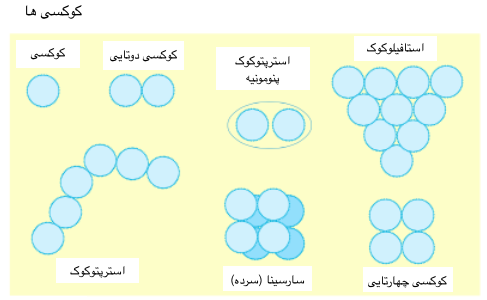
دسته‌بندی انواع کوکسی‌ها

باکتری‌ها را می‌توان بر اساس شکل ظاهریشان دسته‌بندی کرد. به همه باکتری‌های کروی یا تخم مرغی شکل یا آنهایی که شکل آن‌ها در کل گرد است، کوکسی یا گوییزه گفته می‌شود. این یکی از سه دسته اصلی شکل باکتریها است. دو دسته دیگر باسیل‌ها (شکلهای استوانه‌ای) و باکتریهای مارپیچی هستند. اندازهٔ کوکسی‌ها از ۰٫۷ تا ۱ میکرون است.
کوکسی‌ها به شکل تنهایی یا به صورت گروهی دیده می‌شوند. گروه‌های کوکسی که به شکل چسبیده به هم دیده می‌شوند، بر اساس شکل قرارگیری کنار هم تقسیم‌بندی می‌شوند:
- دیپلوکوکسی‌ها یا کوکسی دوتایی که به‌صورت دسته‌های دوتایی زندگی می‌کنند مانند استرپتوکوک پنومونیه و  نایسریا گونوره.
- استرپتوکوکسی‌ها یک زنجیره تشکیل می‌دهند مانند  استرپتوکوک پیوژن
- استافیلوکوکسی‌ها به‌صورت توده‌هایی نامنظم ظاهر می‌شوندمانند  استافیلو کوک طلایی
- تترادها یا کوکسی چهارتایی دسته‌هایی چهارتایی و و منظم تشکیل می‌دهند مانند میکروکوکوس لوتئوس
- سارسیناها دسته‌هایی هشت تایی و مکعبی شکل تشکیل می‌دهند.